# Parti républicain démocratique pour le renouvellement
Die Parti républicain démocratique pour le renouvellement (PRDR; arabisch الحزب الجمهوري للديمقراطية والتجديد, DMG al-Ḥizb al-Ǧumhūrī li-d-Dīmuqrāṭiyya wa-t-Taǧdīd, en.: Democratic Republican Party for Renewal, früher: Parti Républicain Démocratique et Social, PRDS, en.: Democratic and Social Republican Party) ist eine politische Partei in Mauretanien. Sie wurde 1992 gegründet.

## Geschichte
Die Partei wechselte ihre Identität und passte ihre politische Ausrichtung nach dem Militärputsch 2005 stark an. Während die Partei früher sehr stark Präsident Maaouya Ould Sid’Ahmed Taya und dessen pro-israelische Politik unterstützte, stellte sie sich nach dem Staatsstreich 2005 als ablehnend gegenüber Tayas Politik dar und gegenüber der israelischen Kampagne im Libanon 2006.
In den Wahlen 2001 errang die Partei 64 von 81 Sitzen.
Sidi Mohamed Ould Boubacar, eines der Mitglieder der Partei, wurde wenige Tage nach dem Putsch 2005 zum Premierminister ernannt.
Die PRDR errang sieben Sitze in den Wahlen im November–Dezember 2006 und in den Senatswahlen am 21. Januar und 4. Februar 2007 3 von 56 Sitzen.
2008 war die PRDR Teil der Koalition Mithaq El Wihda und wurde von Sidi Mohamed Ould Mohamed Vall geführt.

## Wahlergebnisse

### Präsidentschaftswahlen
| Wahlen | Kandidat                    | Stimme  | %      | Ergebnis |
| ------ | --------------------------- | ------- | ------ | -------- |
| 1992   | Maaouya Ould Sid’Ahmed Taya | 345.583 | 62,7 % | Gewählt  |
| 1997   | Maaouya Ould Sid’Ahmed Taya | 801.190 | 90,9 % | Gewählt  |
| 2003   | Maaouya Ould Sid’Ahmed Taya | 438.915 | 67 %   | Gewählt  |

### Parlamentswahlen
| Wahlen | Parteiführer                   | Stimmen           | Stimmen | %      | Sitze | +/–  | Position | Ergebnis             |
| ------ | ------------------------------ | ----------------- | ------- | ------ | ----- | ---- | -------- | -------------------- |
| 1992   | Maaouya Ould Sid’Ahmed Taya    | 301,349           | 301,349 | 67.7 % | 67/79 | ▲ 67 | ▲ 1st    | Mehrheitsregierung   |
| 1996   | Maaouya Ould Sid’Ahmed Taya    | 352.482           | 352.482 | 67,6 % | 70/79 | ▲ 3  | ▼ 1st    | Mehrheitsregierung   |
| 2001   | Maaouya Ould Sid’Ahmed Taya    | 285.623           | 285.623 | 56,0 % | 64/81 | ▼ 6  | 1.       | Mehrheitsregierung   |
| 2006   |                                |                   |         |        | 7/95  | ▼ 57 | ▼ 4th    | Opposition           |
| 2013   | Sidi Mohamed Ould Mohamed Vall | 27.619            | 27.619  | 4,6 %  | 3/146 | ▼ 4  | ▼ 14.    | Opposition           |
| 2018   | Sidi Mohamed Ould Mohamed Vall | National PR seats | 5.533   | 0,79 % | 0/157 | ▼ 3  | ▼ 25.    | außerparlamentarisch |
| 2018   | Sidi Mohamed Ould Mohamed Vall | Frauen-Sitze      | 8.315   | 1,20 % | 0/157 | ▼ 3  | ▼ 25.    | außerparlamentarisch |

### Senatswahlen
| Wahlen | Stimmen | %      | Sitze | +/– | Position | Ergebnis   |
| ------ | ------- | ------ | ----- | --- | -------- | ---------- |
| 2007   | 231     | 6,46 % | 3/56  | ▲ 3 | ▲ 4th    | Opposition |